# Liroetiella
Liroetiella es una género de insecto coleóptero de la familia Chrysomelidae.

## Especies
Las especies de este género son:
- Liroetiella antennalis Kimoto, 1989
- Liroetiella antennata Mohamedsaid & Kimoto, 1993
- Liroetiella bicolor Kimoto, 1989
- Liroetiella englerae Medvedev, 1995
- Liroetiella granulicollis Kimoto, 1989
- Liroetiella minor Kimoto, 1989
- Liroetiella nigricollis Kimoto, 1989
- Liroetiella sallehnori Mohamedsaid, 1998
- Liroetiella tibialis Kimoto, 1989
- Liroetiella warisan Mohamedsaid, 1998